# Appartamento
Un appartamento è un tipo di unità abitativa che, nel settore immobiliare, indica uno spazio che occupa una parte di un edificio. Spesso gli appartamenti sono oggetto di locazione, ossia di affitto. A seconda del numero di locali presenti in esso, un appartamento può essere definito monolocale, bilocale, trilocale o quadrilocale.

## Storia

### Americhe precolombiane
I popoli Pueblo di quelli che oggi sono gli Stati Uniti sud-occidentali hanno costruito grandi abitazioni a più stanze, alcune comprendenti più di 900 stanze, dal X secolo.
Nella città mesoamericana di Teotihuacan del periodo classico, gli appartamenti non erano solo il mezzo standard per ospitare la popolazione della città di oltre 200 000 abitanti, ma mostrano una distribuzione della ricchezza notevolmente uniforme per l'intera città, anche per gli standard contemporanei. Inoltre, gli appartamenti erano abitati dalla popolazione generale nel suo insieme, a differenza di altre società premoderne, dove gli appartamenti erano limitati ad ospitare i membri delle classi inferiori della società, come le insulae romane.

### Antica Roma
Nell'antica Roma, le insulae (singolare insula) erano grandi condomini dove dimoravano le classi medio-basse dei Romani. Il piano terra era adibito a tabernae, negozi e attività commerciali, con spazi abitativi ai piani superiori. Nella Insulae a Roma e in altre città imperiali raggiungeva fino a dieci o più piani, alcuni con più di 200 gradini. Diversi imperatori, a cominciare da Augusto (30 a.C. – 14 d.C.), tentarono di stabilire limiti di 20–25 metri per gli edifici a più piani, ma ottennero un successo limitato. I piani inferiori erano tipicamente occupati da negozi o da famiglie benestanti, mentre i piani superiori venivano affittati alle classi inferiori. I papiri di Oxyrhynchus sopravvissuti indicano che edifici a sette piani esistevano anche nelle città di provincia, come nell'Ermopoli del III secolo nell'Egitto romano.

### Egitto antico e medievale
Durante il periodo arabo-islamico medievale, la capitale egiziana di Fustat (Il Cairo Vecchio) ospitava molti grattacieli residenziali, alti circa sette piani che, secondo quanto riferito, potevano ospitare centinaia di persone. Nel X secolo Al-Muqaddasi li descrisse come somiglianti ai minareti e affermò che la maggior parte della popolazione di Fustat viveva in questi condomini a più piani, ognuno dei quali ospitava più di 200 persone. Nell'XI secolo, Nasir Khusraw descrisse alcuni di questi condomini fino a quattordici piani, con giardini pensili all'ultimo piano completo di ruote idrauliche trainate da buoi per l'irrigazione. 

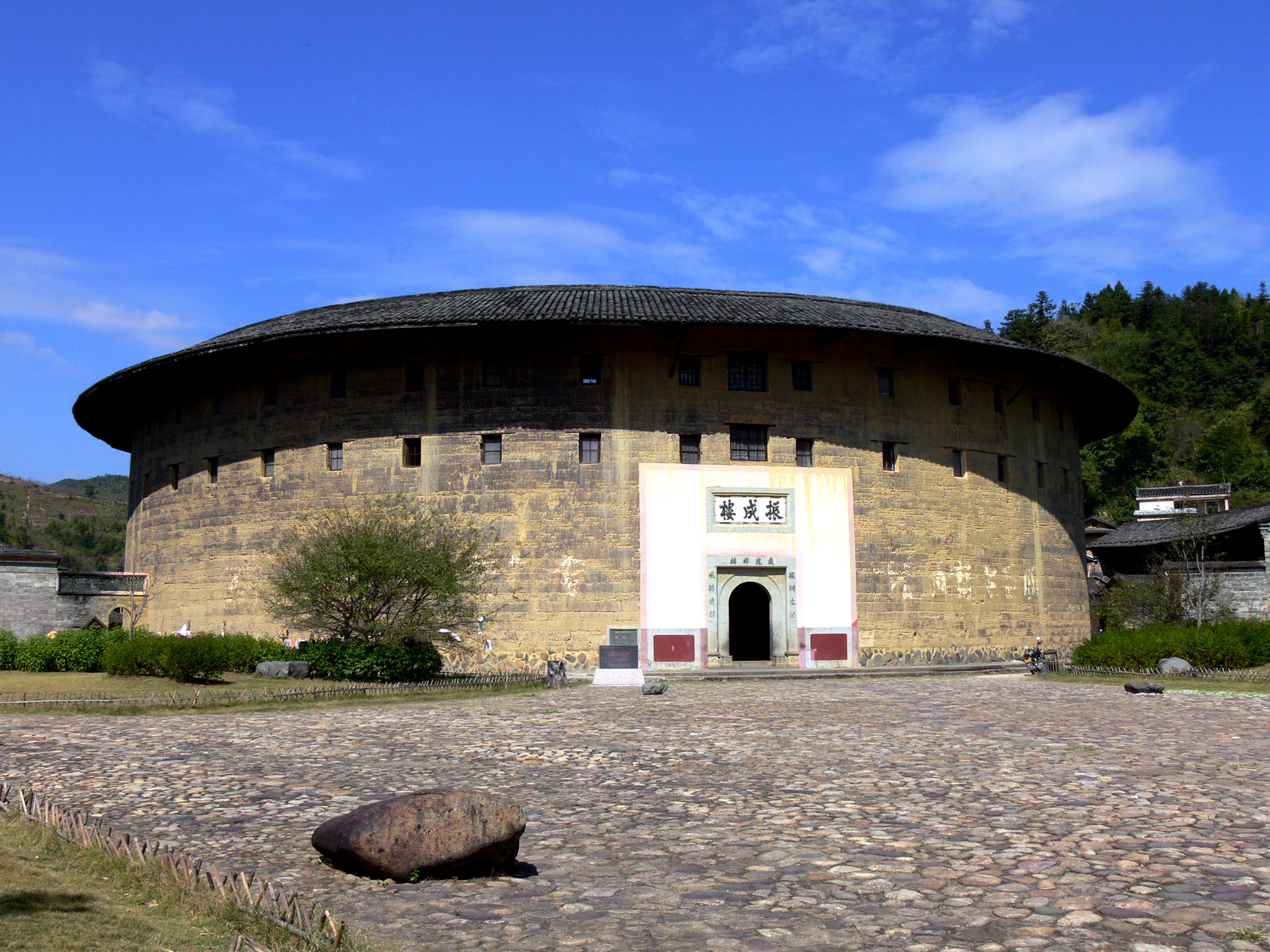
Zhenchenglou, una rotonda tulou nella contea di Yongding, nel Fujian

Nel XVI secolo, l'attuale Cairo aveva anche grattacieli condomini, in cui i due piani inferiori erano destinati a scopi commerciali e di deposito e i piani più in alto di essi venivano affittati agli inquilini.

### Yemen
Case a torre furono costruiti nella città yemenita di Shibam nel XVI secolo. Le case di Shibam sono fatte di mattoni di fango, ma circa 500 di esse sono case a torre, alte da 5 a 11 piani, con ogni piano con uno o due appartamenti. Shibam è stata chiamata la "Manhattan del deserto". Alcuni di loro erano alti più di 100 piedi (30 m), essendo così i condomini in mattoni di fango più alti del mondo fino all'epoca moderna.

### Antica Cina
Il popolo Hakka nella Cina meridionale adottò strutture abitative comuni progettate per essere facilmente difendibili, sotto forma di Weilongwu (围龙屋) e Tulou (土楼). Questi ultimi sono grandi edifici in terra chiusi e fortificati, alti tra i tre ei cinque piani, che ospitano fino a ottanta famiglie.

## Tipologie
| Tipo                                                                       | Descrizione | Immagine |
| -------------------------------------------------------------------------- | --- | --- |
| Microappartamento                                                          | Uno spazio abitativo autonomo di una stanza, progettato per ospitare un salotto, una zona notte, un bagno e un angolo cottura con 14–32 metri quadrati. A differenza di un monolocale tradizionale, i residenti possono anche avere accesso a una cucina comune, bagno/doccia in comune, patio e giardino pensile. | Edificio di microappartamenti "Apodment", Capitol Hill, Seattle |
| Bilocale, trilocale o quadrilocale                                         | Un bilocale è un appartamento composto di due vani e servizi. Un trilocale può avere cucina e soggiorno separati (o uniti), due camere e un bagno. Un quadrilocale è composto di quattro vani e servizi. | Esempio di bilocale |
| Monolocale (negli USA bachelor apartment o studio apartment, in UK bedsit) | Gli appartamenti indipendenti più piccoli sono indicati come monolocali o appartamenti per scapoli negli Stati Uniti e in Canada o monolocali nel Regno Unito. Una variante della sistemazione in camera singola: un soggiorno-letto, di solito senza angolo cottura, con bagno in comune. Un monolocale non è autonomo e quindi non lo è un appartamento; fa parte di quella che il governo del Regno Unito chiama una Casa in occupazione multipla. In Italia si usa il termine "monolocale" per indicare un mini-appartamento costituito da una sola camera più i servizi.                                           | Studio apartment in Sherbrooke, Quebec, Canada |
| Appartamento americano con giardino (Garden apartment)                     | Merriam-Webster definisce un appartamento con giardino nell'inglese americano come "un'abitazione bassa di più unità con un prato o uno spazio giardino considerevole". | Complesso di appartamenti con giardino di Kensington Gardens, Buffalo, 2011 |
| Appartamento britannico con giardino (Garden flat)                         | Un appartamento con accesso diretto a un giardino: tipicamente è costituito da alloggi seminterrati in proprietà prebelliche, ma alcuni sono in blocchi appositamente costruiti in aree urbane. | Appartamenti a Warstones Gardens |
| Appartamento seminterrato                                                  | Un appartamento situato al di sotto del livello della strada, sotto un'altra struttura, di solito un condominio, ma possibilmente una casa o un'azienda. | Ingresso di appartamento seminterrato, Corea |
| Suite secondaria                                                           | Le suite secondarie (note anche come unità abitative accessorie, ADU, appartamenti per suoceri e appartamenti per nonni) sono appartamenti autonomi, cottage o piccole unità residenziali, che si trovano su una proprietà che ha una casa unifamiliare principale separata, duplex o altra unità abitativa. In alcuni casi, l'ADU è annesso all'abitazione principale o è un'unità completamente separata, situata sopra un garage o nel cortile sul retro della stessa proprietà. | Alcune Secondary suites |
| Appartamento Salon                                                         | Un termine legato agli appartamenti esclusivi costruiti come parte di case plurifamiliari a Belgrado e in alcune città della Jugoslavia nei primi decenni del XX secolo. | Appartamenti a Belgrado |
| Maisonette                                                                 | Spesso si tratta di mansarda e soffitta. La maggior parte delle abitazioni maisonette dispone di due piani, per questo si parla spesso di abitazioni duplex. Di solito hanno la zona giorno sotto e la zona notte sopra. | Maisonettes, North Yorkshire |
| Appartamento con sezione a forbice                                         | Il design ad incastro degli appartamenti fornisce un modo per massimizzare lo spazio in qualsiasi volume dell'edificio, riducendo lo spazio necessario per i corridoi di ingresso e fornendo un duplice aspetto per ogni abitazione. Quando viene utilizzata in grattacieli, la disposizione a forbice rende anche l'installazione dell'ascensore più economica poiché un pianerottolo è richiesto solo ogni tre livelli. Ma il design presenta problemi di accessibilità e la complessa disposizione ha creato confusione per i servizi di emergenza.                                                                  | Una veduta di Perronet House , Londra che mostra la caratteristica disposizione a "mezzo piano" tra le passerelle interne (mostrate dalle finestre finali) e i piani degli alloggi (mostrati dalle finestre laterali) · Piano degli scissor flats |
| Loft                                                                       | Appartamenti generalmente costruiti da ex edifici industriali. Quando gli sviluppi industriali sono sviluppati in condomini anziché in appartamenti, possono essere chiamati condomini loft. | L'interno di un loft a Chicago |
| Attico                                                                     | Un attico è un appartamento o unità al piano più alto di un condominio, hotel o torre. Gli attici sono tipicamente differenziati dagli altri appartamenti per caratteristiche di lusso. | Un attico nell'Opus Hong Kong |
| Appartamenti comuni                                                        | (singolare - russo: коммунальная квартира, kommunal'naya kvartira, slang. kommunalka) apparvero in Unione Sovietica dopo la Rivoluzione d'Ottobre del 1917. Il termine appartamenti comunali è un prodotto dell'epoca sovietica. Tra due e sette famiglie in genere condividevano un appartamento in comune. Ogni famiglia aveva la propria stanza, che spesso fungeva da soggiorno, sala da pranzo e camera da letto per l'intera famiglia. Tutti i residenti dell'intero appartamento condividevano l'uso dei corridoi, della cucina (comunemente nota come "cucina comune"), del bagno e del telefono (se presente). | Kommunalka in Medyn, Kaluga Oblast. |
| Appartamenti a breve termine                                               | Appartamenti autonomi arredati che vengono affittati per brevi periodi di tempo, di solito ogni mese rispetto agli affitti annuali nel mercato degli affitti di appartamenti non ammobiliati. Sono visti come un'alternativa agli hotel. Gli affitti "Short Stay" sono una propaggine del mercato immobiliare aziendale. Gli usi popolari includono l'affitto per le vacanze e il trasferimento. | Serviced apartment, Mumbai, India |
| Aparthotel                                                                 | Un residence o aparthotel (anche hotel per soggiorni prolungati) è un complesso di appartamenti con servizi alberghieri che utilizza un sistema di prenotazione in stile hotel. Il contratto è simile all'affitto di un appartamento, ma senza contratti fissi e gli occupanti possono fare il "check-out" ogni volta che lo desiderano, in base alla durata minima del soggiorno applicabile imposta dall'azienda. | Aparthotel a Colonia |